# Joe Lolley
Joseph Lolley, född 25 augusti 1992, är en engelsk fotbollsspelare som spelar för Sydney FC.

## Karriär
Den 31 januari 2018 värvades Lolley av Nottingham Forest, där han skrev på ett 4,5-årskontrakt. Efter säsongen 2018/2019 blev Lolley utsedd till "Årets spelare i Nottingham Forest".
Den 15 augusti 2022 värvades Lolley av Sydney FC, där han skrev på ett tvåårskontrakt.